# アンゴラの世界遺産
アンゴラの世界遺産について述べる。アンゴラの世界遺産条約批准は1991年11月7日のことであった。

## 世界遺産
- 旧コンゴ王国首都の残影ンバンザ＝コンゴ - （2017年、文化遺産）

## 暫定リスト
以下の物件が記載されている。
- 1996年記載

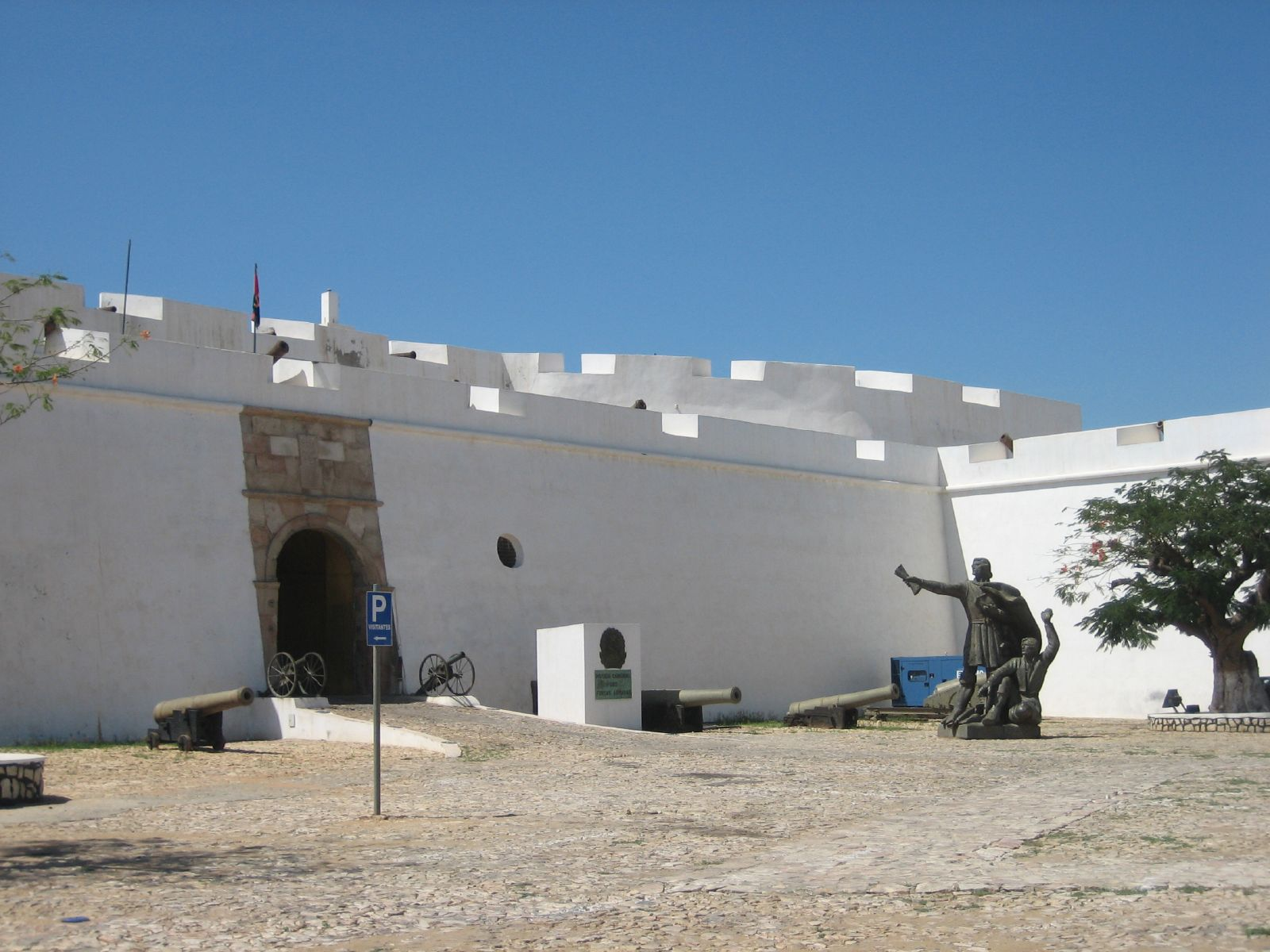
サン・ミゲル要塞

  - サン・ミゲル要塞（Fortress of S. Miguel）
  - サン・ペドロ・ダ・バラ要塞（Fortress of S. Pedro da Barra）
  - サン・フランシスコ・ド・ペネド要塞（Fortress of S. Francisco do Penedo）
  - マッサンガヌ要塞（Fortress of Massanganu）
  - カンバンベ要塞（Fortress of Kambambe）
  - ムクシマ要塞（Fortress of Muxima）
  - キコンボの小要塞（Little Fort of Kikombo）
  - ノッサ・セニョーラ・ダ・コンセイサン・ダ・ムクシマ教会（Church of Nossa Senhora da Conceiçào da Muxima）
  - ノッサ・セニョーラ・ド・ロサリオ教会（Church of Nossa Senhora do Rosario）
  - ノッサ・セニョーラ・ダ・ヴィクトリア教会（Church of Nossa Senhora da Victoria）
- 2017年記載
  - コレドール・ド・クワンザ = 文化的景観 (Corredor do Kwanza – Paysage Culturel)
  - チトゥンドゥ＝フルの考古遺跡 (Site Archéologique de Tchitundu-Hulu)
  - 解放と独立の遺跡クイト・クアナヴァレ (Cuito Cuanavale, Site de Libération et Independence)